# Aelurillus
Aelurillus là một chi nhện trong họ Salticidae. Loài đặc trưng là Aelurillus v-insignitus.

## Các loài
Chi này có các loài:
- Aelurillus aeruginosus (Simon, 1871)
- Aelurillus afghanus Azarkina, 2006
- Aelurillus andreevae Nenilin, 1984
- Aelurillus angularis Prószyński, 2000
- Aelurillus ater (Kroneberg, 1875)
- Aelurillus balearus Azarkina, 2006
- Aelurillus basseleti (Lucas, 1846)
- Aelurillus blandus (Simon, 1871)
- Aelurillus bokerinus Prószyński, 2003
- Aelurillus bosmansi Azarkina, 2006
- Aelurillus brutus Wesolowska, 1996
- Aelurillus catherinae Prószyński, 2000
- Aelurillus catus Simon, 1886
- Aelurillus cognatus (O. P.-Cambridge, 1872)
- Aelurillus concolor Kulczyński, 1901
- Aelurillus conveniens (O. P.-Cambridge, 1872)
- Aelurillus cretensis Azarkina, 2002
- Aelurillus cristatopalpus Simon, 1902
- Aelurillus cypriotus Azarkina, 2006
- Aelurillus dorthesi (Audouin, 1826)
- Aelurillus dubatolovi Azarkina, 2003
- Aelurillus faragallai Prószyński, 1993
- Aelurillus galinae Wesolowska & van Harten, 2010
- Aelurillus gershomi Prószyński, 2000
- Aelurillus guecki Metzner, 1999
- Aelurillus helvenacius Logunov, 1993
- Aelurillus hirtipes Denis, 1960
- Aelurillus improvisus Azarkina, 2002
- Aelurillus jerusalemicus Prószyński, 2000
- Aelurillus jocquei Wesolowska & A. Russell-Smith, 2011
- Aelurillus kochi Roewer, 1951
- Aelurillus kopetdaghi Wesolowska, 1996
- Aelurillus kronestedti Azarkina, 2004
- Aelurillus laniger Logunov & Marusik, 2000
- Aelurillus latebricola Spassky, 1941
- Aelurillus leipoldae (Metzner, 1999)
- Aelurillus logunovi Azarkina, 2004
- Aelurillus lopadusae Cantarella, 1983
- Aelurillus lucasi Roewer, 1951
- Aelurillus luctuosus (Lucas, 1846)
- Aelurillus lutosus (Tyschchenko, 1965)
- Aelurillus madagascariensis Azarkina, 2009
- Aelurillus marusiki Azarkina, 2002
- Aelurillus minimontanus Azarkina, 2002
- Aelurillus mirabilis Wesolowska, 2006
- Aelurillus m-nigrum Kulczyński, 1891
- Aelurillus monardi (Lucas, 1846)
- Aelurillus muganicus Dunin, 1984
- Aelurillus nabataeus Prószyński, 2003
- Aelurillus nenilini Azarkina, 2002
- Aelurillus numidicus (Lucas, 1846)
- Aelurillus plumipes (Thorell, 1875)
- Aelurillus politiventris (O. P.-Cambridge, 1872)
- Aelurillus quadrimaculatus Simon, 1889
- Aelurillus reconditus Wesolowska & van Harten, 1994
- Aelurillus rugatus (Bösenberg & Lenz, 1895)
- Aelurillus russelsmithi Azarkina, 2009
- Aelurillus sahariensis Berland & Millot, 1941
- Aelurillus schembrii Cantarella, 1982
- Aelurillus simoni (Lebert, 1877)
- Aelurillus simplex (Herman, 1879)
- Aelurillus spinicrus (Simon, 1871)
- Aelurillus stanislawi (Prószyński, 1999)
- Aelurillus steinmetzi Metzner, 1999
- Aelurillus steliosi Dobroruka, 2002
- Aelurillus subaffinis Caporiacco, 1947
- Aelurillus subfestivus Saito, 1934
- Aelurillus tumidulus Wesolowska & Tomasiewicz, 2008
- Aelurillus unitibialis Azarkina, 2002
- Aelurillus v-insignitus (Clerck, 1757)
  - Aelurillus v-insignitus morulus (Simon, 1937)
  - Aelurillus v-insignitus obsoletus Kulczyński, 1891